# Due (adelsslægt)
 For alternative betydninger, se Due. (Se også artikler, som begynder med Due)
Due er navnet på en dansk uradelslægt, der stammer fra Danmark.
Adelsslægten er kendt fra 12- og 1300-tallet, hvor slægten ejede flere besiddelser i Danmark og Skåne, f.eks. Bollerup borg i Österlen, Skabersø slot og muligvis Krageholm slot.

## Kendte medlemmer
- Morten Due[1]  (ca. 1250-1320) ridder, drost, foged, vasal, dommer og gælker i Skåne ejer af bl.a. Eskemoseholt ved Hillerød og Rykkerup i Toreby Sogn (Fuglsang og Rosenlund). Hans bo skiftes den 23. august 1320 på Vordingborg Slot og følgende besiddelser opgøres, 
  - På Lolland: Rykkerup, Nagelsti og Sundby i Toreby Sogn samt Sørup og Store Avnede - På Falster: Eskilstrup og Alslev - I Jylland: Blegind - Ved Tappernøje: Brøderup, Sjolte, Sølperup, Bækkeskov og Stavnstrup - I Skåne: Vinslöv, Karlaby, Sjörup, Flackarp, Listarum, Ingelstorp, Råbockarp, Örnaberga og Rörum - På Sjælland: Søstrup, Gøderup, Glostrup og Mølle Borup med en mølle på Sjælland samt Freerslev og Eskemose ved Hillerød - Desuden Middekielle (Mikkels Kirke) og Scrøterth og en række møller der endnu ikke er identificeret. Siden er det gået tilbage for slægten.
- Peder Nielsen Due, ejer af Bollerup.
- Jens Due (død o. 1419), dansk rigshofmester
- Margrete Bondesdatter Due, Jens Dues barnebarn, ejer af Krageholm slot, g.m. Jep Axelsen af Thott-slægten[2] (død e. 1405)[3]
- Manderup Due (ca. 1598-1660), lensmand og landkommissær, hvis ophav ikke er dansk og han er ikke relateret til de førnævnte